# Ostrog (Gemeinde Micheldorf)

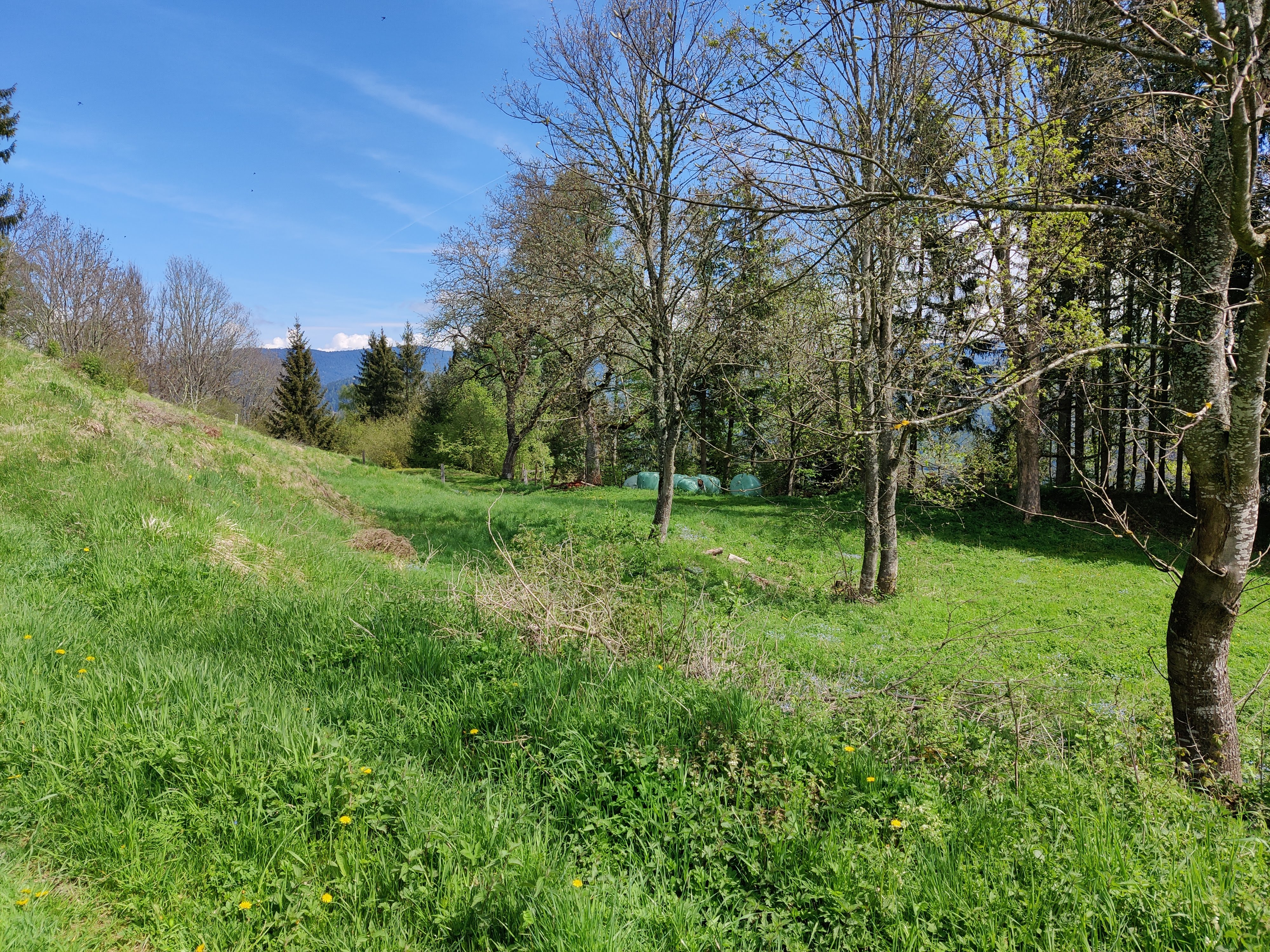
Ostrog, Standort des abgekommenen Lungauer-Hofs

Ostrog ist eine Ortschaft in der Gemeinde Micheldorf im Bezirk Sankt Veit an der Glan in Kärnten (Österreich). Die Ortschaft hat 0 Einwohner (Stand 1. Jänner 2024). Sie liegt auf dem Gebiet der Katastralgemeinde Micheldorf.

## Lage
Die Ortschaft liegt an den östlichen Ausläufern des Mödringbergzugs, zwischen den Ortschaften Gaudritz und Schödendorf, gut 1 ½ km Luftlinie nordnordwestlich des Zentrums des Gemeindehauptorts Micheldorf, doch fast 300 Höhenmeter über dem Friesacher Feld.  

## Geschichte
Der Ortsname leitet sich aus dem Slawischen ab und bedeutet „befestigter Ort“.
Im Franziszeischen Kataster waren hier die Höfe Lungauer, Weber, Paule und Krusch verzeichnet. Im Zuge der Land- und Höhenflucht wurde als letzter dieser Höfe in der zweiten Hälfte des 20. Jahrhunderts der Lungauerhof aufgegeben.
Auf dem Gebiet der Steuergemeinde Micheldorf liegend, gehörte Ostrog in der ersten Hälfte des 19. Jahrhunderts zum Steuerbezirk Althofen (Herrschaft und Landgericht). Bei Gründung der Ortsgemeinden Mitte des 19. Jahrhunderts kam Ostrog zunächst an die Gemeinde Friesach, 1892 an die damals neu errichtete Gemeinde Micheldorf. Im Zuge der Gemeindestrukturreform 1973 wurde die Gemeinde Micheldorf aufgelöst; Ostrog kam zurück an die Gemeinde Friesach. 1992 wurde die Gemeinde Micheldorf wiedererrichtet, seither gehört Ostrog wieder zur Gemeinde Micheldorf. 

## Bevölkerungsentwicklung
Für die Ortschaft ermittelte man folgende Einwohnerzahlen:
- 1869: 4 Häuser, 32 Einwohner[3]
- 1880: 4 Häuser, 31 Einwohner[4]
- 1890: 4 Häuser, 27 Einwohner[5]
- 1900: 4 Häuser, 30 Einwohner[6]
- 1910: 4 Häuser, 33 Einwohner[7]
- 1923: 3 Häuser, 16 Einwohner[8]
- 1934: 13 Einwohner[9]
- 1961: 1 Haus, 6 Einwohner[10]
- 2001: 1 Gebäude (davon 0 mit Hauptwohnsitz) mit 0 Wohnungen; 0 Einwohner und 0 Nebenwohnsitzfälle; 0 Haushalte; 0 Arbeitsstätten, 0 land- und forstwirtschaftliche Betriebe[11]
- 2011: 1 Gebäude, 0 Einwohner, 9 Haushalte, 0 Arbeitsstätten[12]
- 2021: 1 Gebäude, 0 Einwohner, 0 Haushalte, 0 Arbeitsstätten[13]